# NGC 5291-2
NGC 5291-2 (другие обозначения — MCG -5-33-5, AM 1344-301, PGC 48894) — галактика в созвездии Центавр.
Этот объект не входит в число перечисленных в оригинальной редакции «Нового общего каталога» и был добавлен позднее.